# Paplitz (Baruth/Mark)
Paplitz [ˈpɑˑpˌlɪt͡s] ist ein Ortsteil der Stadt Baruth/Mark im Landkreis Teltow-Fläming in Brandenburg, Deutschland.

## Lage
Paplitz liegt rund 40 Kilometer von der Südgrenze der Stadt Berlin und rund drei Kilometer westlich vom benachbarten Baruth entfernt, eingebettet in die Nordhänge des Niederen Flämings und in die Flemmingwiesen, eine Niederungslandschaft des Baruther Urstromtals. Weitere Nachbarorte und ebenfalls Ortsteile von Baruth sind (im Uhrzeigersinn, von Süden beginnend) Groß Ziescht, Merzdorf, Schöbendorf, Horstwalde und Mückendorf. Paplitz liegt an der in Ost-West-Richtung verlaufenden Landesstraße L73 zwischen Luckenwalde und Baruth sowie an der innerhalb von Paplitz südlich abzweigenden Landesstraße L712. Die landwirtschaftlich genutzten Flächen werden durch zahlreiche Meliorationsgräben entwässert, beispielsweise den Paplitzer Westgraben, den westlich an der Grenze zu Schöbendorf gelegenen Paplitzer Müllergraben oder den im Norden in westlicher Richtung verlaufenen Paplitzer Graben. Sie alle entwässern in das im Nordwesten gelegene Naturschutzgebiet Schöbendorfer Busch in das Hammerfließ.
Paplitz besteht aus dem südlich gelegenen, als Rundling angelegten Ober- und dem nördlich gelegenen Unterdorf, die beide durch einen von alten Eichen umsäumten Damm verbunden sind. Der Rundling ist stark überformt und kaum noch als solcher erkennbar.

## Geschichte und Etymologie

### 13. und 14. Jahrhundert

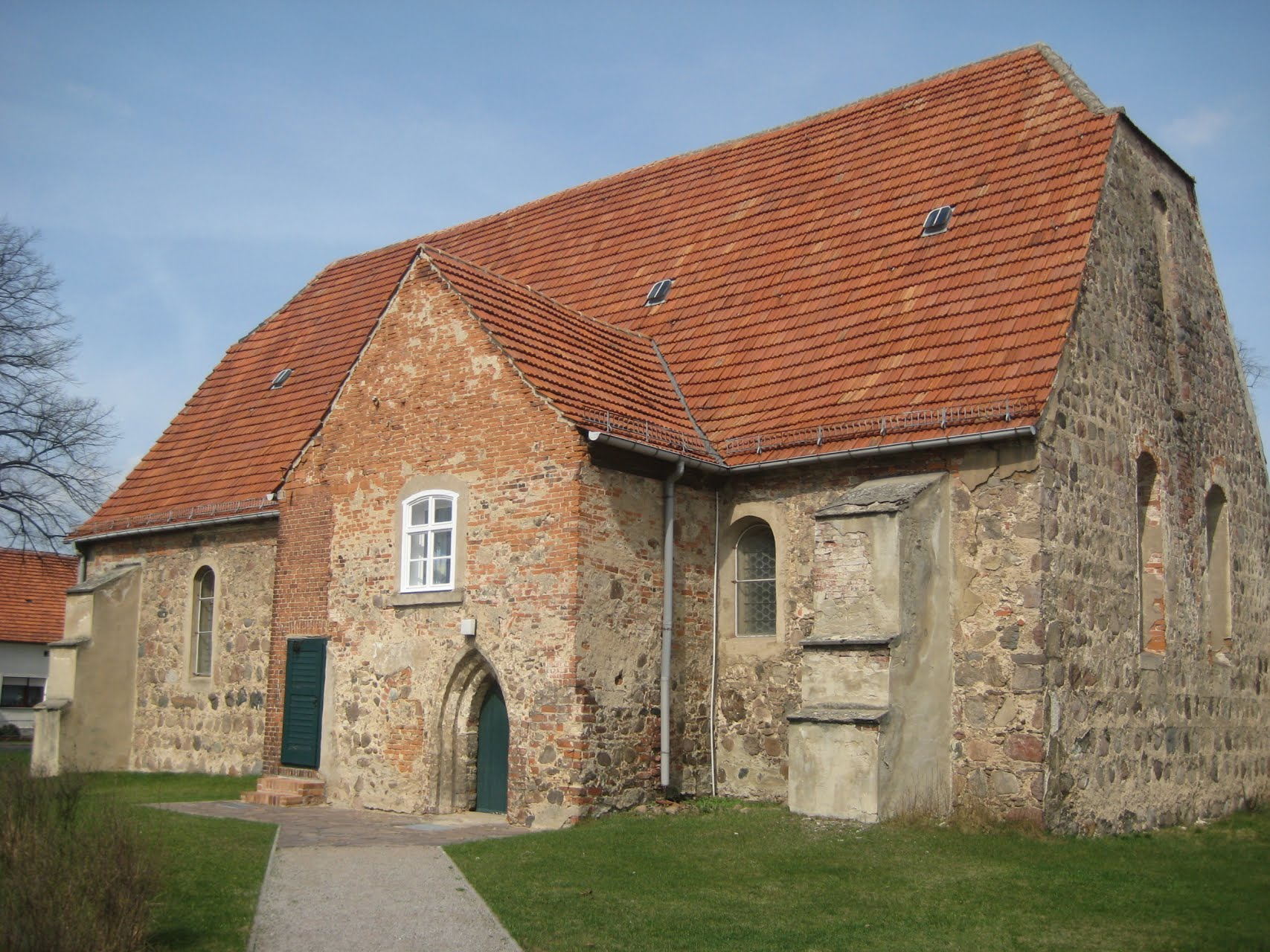
Dorfkirche Paplitz

Das sumpfige Baruther Urstromtal soll im 12. Jahrhundert in der Region nur an zwei Stellen, bei Baruth und Paplitz, passierbar gewesen sein. An diesen strategisch wichtigen Stellen sollen Wehranlagen errichtet worden sein, um die Übergänge kontrollieren und bei feindlichen Angriffen decken zu können. Etwa 300–400 m nordwestlich von Paplitz befindet sich der so genannte Schlepkenberg, Schleßken, Schleßgenberg oder Schlößchenberg, eine kleine Erhöhung an den Ausläufern der Strichdüne Langer Horst (auch Lange-Horst-Berge). Dort soll sich das Haus Papelitz, ein schlossartiger Landsitz des etwa zwischen dem 13. Jahrhundert und 1582 in Baruth herrschenden Adelsgeschlechts von Schlieben befunden haben. Im 21. Jahrhundert sind keine Spuren des Bauwerks mehr sichtbar.
Paplitz wird erstmals 1363 in einem erzstiftischen Kopiar als Popelicz urkundlich erwähnt. Dieser Name soll aus dem Sorbischen stammen und Pappelhain bedeuten. Noch bis ins 18. Jahrhundert soll in der Kirche auch Sorbisch gepredigt worden sein. Die Größe des Kirchdorfs wurde in der Urkunde jedoch nicht angegeben. Aus den Jahren 1383 (popelicz), 1422 und 1465 (Im dorffe papelicz) sind weitere urkundliche Erwähnungen bekannt. Es gehörte vor 1383 bis 1872 zur Standesherrschaft Baruth.

### 15. und 16. Jahrhundert
Im Jahr 1474 befand sich ein Teil des Dorfes (villa) im Besitz derer von Schlieben. Der Lehnmann war verpflichtet, ihnen 20 Groschen Abgaben zu leisten. Drei weitere Einwohner gaben jeder 15 Scheffel Korn, fünf Scheffel Hafer und 41 Groschen (gr). Ein Einwohner zahlte 15 Scheffel Korn, fünf Scheffel Hafer und 36 Groschen. Von einem Kossäten erhielten die von Schlieben sieben Groschen. Ein weiterer Anteil gehörte der Familie Offe und Jorge von Schlieben. Ihnen zahlte der Richter zwei Scheffel Korn, drei Einwohner gaben je 15 Scheffel Korn, fünf Scheffel Hafer und 41 Groschen. Vom Lehnmann erhielten sie 40 Groschen, von einem weiteren Kossäten sechs Groschen. Die Brüder Magnus und Balthasar von Schlieben erhielten vom Richter je einen Schock für ein Lehnpferd. Ein Einwohner zahlte acht Scheffel Korn, fünf Scheffel Hafer und 37 Groschen, vier Einwohner zahlten je 15 Scheffel Korn, fünf Scheffel Hafer und 39 Groschen. Ein Einwohner bezahlte 15 Scheffel Korn und 34 Groschen, ein weiterer 20 Scheffel Korn und 40 Groschen. Von einem Kossäten, der auch als Krüger im Dorf lebte, erhielten sie zwei Scheffel Korn und fünf Groschen; ein weiterer Kossät zahlte fünf Groschen. Die Statistik verzeichnete allerdings, dass sowohl der Lehnmann wie auch der Richter in mehreren Anteilen erschienen.
Im Jahr 1529 war von 15 Hufner und sechs Gärtnern die Rede. Dem Pfarrer standen 1 1⁄2 Pfarrhufen zur Verfügung; er erhielt 35 Scheffel Korn. Der Küster hatte einen Anspruch auf 22 Scheffel Korn, 50 Brote, 51 Eier sowie 46 Kuchen. Ihm stand auch ein Garten zur Verfügung.
Deutlich aufschlussreicher ist ein Schossregister aus dem Jahr 1542. In diesem Register werden der Witwe von Schlieben insgesamt sieben Steuerpflichtige zugewiesen. Sie zahlen einmal 48 Rheinische Gulden (fl.), einmal 36 fl, zweimal 33 fl, einmal 30 fl, einmal 21 fl und einmal 8 fl. Dem Anteil Veil von Schlieben waren neun Steuerpflichtige zugewiesen. Der Richter besaß dabei ein Haus mit Hof sowie „etlichen Acker“. Er besaß vier Zugochsen, vier Pferde, sieben Kühe, drei jährige Kälber, sieben Schafe, zwei halbjährige Schweine und zahlte 82 fl. Ein Bewohner besaß ein Haus mit Hof, etliche „Stück Acker in der Heide“, vier Zugochsen, zwei Pferde, eine Kuh, zwei jährige Kälber, drei halbjährige Schweine und zahlte 38 fl. Ein Bewohner hatte ein Haus mit Hof, etliche Stück Acker, zwei Kühe, ein jähriges Kalb, eine Range und sechs Schweinchen sowie Abgaben von 31 fl. Ein Bewohner mit Haus und Hof sowie etlichen Stück Acker besaß weiterhin zwei Zugpferde, zwei Zugochsen, vier Kühe, sechs Schafe, zwei Schweine und leistete 43 fl Abgaben. Ein Bewohner mit Haus und Hof sowie etliche Stück Acker besaß drei Kühe, zwei jährige Kälber, eine Range, fünf Ferkel und zahlte 50 fl. Ein weiterer Einwohner besaß Haus und Hof, etliche Stück Acker, zwei Zugpferde, einen Ochsen, eine Kuh, drei Schafe und zahlte 33 fl. Von einem weiteren Bewohner mit Haus und Hof sowie etlichen Stück Acker in der Heide ist bekannt, dass er vier Zugochsen, drei Kühe, ein jähriges Kalb, neun Schafe, zwei Schweine besaß und 35 fl bezahlte. Ein weiterer Bewohner besaß Haus und Hof und zahlte 8 fl. Der letzte bekannte Bewohner hatte Haus und Hof, etlichen Acker in der Heide, zwei Kühe, zwei jährige Kälber, sechs Schweine und zahlte 47 fl.
Im Jahr 1551 gab es im Dorf 19 „Veranlagte“. Der Krüger zahlte 108 1⁄2 Schock, ein Bewohner 16 1⁄2 Schock, einer 16 Schock, zwei Einwohner 15 Schock, einer 14 Schock, einer 13 Schock, der Richter 12 1⁄2 Schock sowie zwei Personen je zwölf Schock. Ein Bewohner leistete elf Schock an Abgaben, zwei je zehn Schock, einer acht Schock, drei Personen drei Schock und einmal zwei Schock. Vier Jahre später verzeichnete die Statistik lediglich 16 Hufner und sechs Gärtner. Der Pfarrer besaß nach wie vor 1 1⁄2 Hufen, bekam 55 Scheffel Korn, acht Fuder Wiesenwachs und durfte ca. neun Rinder, vier Schweine und 20 Schafe halten. Der Küster bekam 22 Scheffel Korn, 30 Brote, 51 Eier und 46 Kuchen. Aus dem Jahr 1575 waren Abgaben in Höhe von 32 Scheffel Korn bekannt, darunter 12 Scheffel von sechs durch die von Schlieben ausgekauften Gütern. Er bekam weiterhin drei Scheffel Korn sowie drei Scheffel Hafer vom Pfarrer aus Merzdorf. Ihm standen weiterhin 1 1⁄2 Hufen zur Verfügung; außerdem ein als „Ackerstück“ nicht näher bezeichnetes Grundstück in Paplitz, auf denen er insgesamt acht Fuder Wiese ernten konnte. Der Küster bekam 1 Scheffel 6 Metzen Korn von drei Hufnern, 4 1⁄2 Scheffel vom Junker sowie weitere Einkünfte aus den Dörfern in Lynow und Schöbendorf: Zu Gründonnerstag bekam er von jedem Hufner vier Eier und von jedem Gärtner zwei Eier. Der Windmüller aus Klein Ziescht musste ihm drei Scheffel Korn abgeben.
Die Bevölkerung von Paplitz und der umliegenden Orte hatte unter dem Ausbruch der Pest etwa in den Jahren 1582 und 1631 zu leiden. Zudem wurde Paplitz vielfach Opfer von Plünderungen und Verwüstungen durch Soldaten unterschiedlicher durchziehender Armeen oder deren Überbleibseln. In den Jahren 1593/1594 gab es auch nur noch 13 Veranlagte. Acht von ihnen zahlten 1 fl 20 gr, zwei 1 fl 15 gr und die drei Gärtner zweimal 6 gr und einmal 5 gr. Im Folgejahr erschien erstmals ein Vorwerk mit „33 Haupt Rindvieh“, 12 Häuptern Schweine und 250 Häuptern Schafe.

### 17. Jahrhundert
Bereits im Mittelalter gab es im Dorf eine aus Feldsteinen errichtete Dorfkirche mit dem abseits stehenden Glockenturm, die mutmaßlich auf den Trümmern einer alten Wehranlage errichtet wurde. Der Pfarrer erhielt im Jahr 1617 von jedem der sieben Hufner zwei Scheffel Korn, zwei Hufner zahlten je ein Scheffel Korn, ein Hufner gab vier Scheffel. Hinzu kamen Einkünfte aus dem Vorwerk in Höhe von 12 Scheffel Korn. Im Dreißigjährigen Krieg wurde die Kirche zerstört. Zu Pfingsten 1636 fielen schwedische Soldaten in Paplitz ein. Die Bevölkerung konnte sich mit ihrem Hausrat und dem Vieh auf der Düne Langer Horst im nahe gelegenen Moor verstecken. Der Pfarrer Johannes Hanisius, der sich in der Dorfkirche verschanzt hatte, kam dabei unter der Folter durch die plündernden Soldaten ums Leben, da er sich standhaft weigerte, das Versteck der Paplitzer preiszugeben. An diese Begebenheit erinnert ein Holzkreuz mit entsprechender Inschrift, welches sich heute hinter dem Altar in der Paplitzer Dorfkirche befindet. Paplitz erholte sich nur langsam von den Kriegswirren. Im Jahr 1672 gab es insgesamt zehn Bauernhöfe, von denen zwei besetzt, zwei angenommen, aber noch sechs wüst lagen. Von den zehn Gärten war einer besetzt, einer neu angenommen und noch acht wüst.

### 18. Jahrhundert
Im Jahr 1718 lebten in Paplitz vier Hufner, neu Kossäten oder Gärtner. Sie bewirtschafteten zusammen 17 1⁄2 Hufen. Neun von ihnen befanden sich auf wüst gelegenen Gütern, die zur Standesherrschaft gehörten. Dort brachten sie 74 Scheffel 6 Metzen Aussaat aus. Auf den verbleibenden Hufen brachten sie je 4 Scheffel 4 Metzen aus. Im Jahr 1722 bestand Paplitz aus dem Dorf mit Vorwerk sowie einer Wassermühle und einer Windmühle mit insgesamt 19 Feuerstellen (=Haushalte). Aus dem Jahr 1730 sind in den Akten wieder deutlich detaillierter Informationen vermerkt. Es gab zehn Hufner, von denen einer Haus, Hof und Garten mit einem 1 Scheffel Aussaat besaß. Auf dem Acker brachte er 20 Scheffel 5 Metzen Aussaat, 5 Fuder Heu ein. Drei Einwohner besaßen ein Hof, Hof und Garten mit je 4 Metzen Aussaat, einen Acker mit 20 Scheffel 5 Metzen Aussaat und 5 Fuder Heu. Es gab immer noch sechs wüst liegende Stellen, auf denen 20 Scheffel 5 Metzen Aussaat und 5 Fuder Heu ausgebracht wurden. Von den zehn Gärtnern besaß ein Haus, Hof und Garten mit 1 Metze Aussaat, das Feld zu 2 Scheffel Aussaat und 3 Fuder Heu. Ein Gärtner mit Haus, Hof und Garten zu 8 Metze Aussaat, hatte in Feld mit 1 1⁄2 Scheffel Aussaat und 3 Fuder Heu. Ein Bewohner mit Haus, Hof und Garten kam ebenfalls auf 1 Metze, auf ein Feld mit 1 1⁄4 Scheffel Aussaat und 3 Fuder Heu. Ein Bewohner mit Haus, Hof und Garten und 3⁄4 Metzen Aussaat besaß ein Feld mit 1 1⁄2 Scheffel Aussatz und 3 Fuder Heu. Ein weiterer Bewohner mit Haus, Hof und einem „kleinen Fleck Garten“ kam auf 1⁄4 Metze Aussaat, einem Feld zu 1 1⁄2 Scheffel Aussaat und 3 Fuder Heu. Ein Bewohner mit Haus, Hof und Garten sowie einem Fleck brachte es auf 1⁄4 Metze Aussaat, ein Feld mit 1 Scheffel Aussaat und 2 Fuder Heu. Ein weiterer Bewohner mit Haus, Hof und Garten hatte 3⁄4 Metze Aussatz, ein Feld zu 1 1⁄4 Scheffel Aussaat und 3 Fuder Heu. Ein Bewohner mit Haus, Hof und Garten kam auf 2 Metzen Aussaat, einem Feld zu 1 1⁄2 Scheffel Aussaat und 2 Fuder Heu. Hinzu kam ein weiterer Bewohner mit Haus, Hof und Garten zu 4 Metzen Aussaat hatte ein Feld zu 2 Scheffel Aussaat und 3 Fuder Heu; ein Hof war wüst. Im Jahr 1754 war Paplitz 20 1⁄2 Hufen groß. Im Dorf lebten im Jahr 1777 vier Hufner und acht Kossäten. Es gab ein Pfarrhaus, einen Schulmeister, ein Schmiedehaus sowie zwölf Häuser, wie auf ritterlichem Grund und Boden errichtet wurden. Dort lebten zwölf Einwohner. Aufgrund von Eisenvorkommen, genauer dem Auffinden von Raseneisenstein, soll bei Paplitz von 1768 bis 1778 ein Hammerwerk betrieben worden sein, der Oberhammer (die spätere Brückmühle), dessen Betrieb im Zuge der Industrialisierung wegen Unrentabilität wieder beendet worden sein soll.

### 19. Jahrhundert
Um die Jahrhundertwende bestand Papitz aus dem Dorf sowie einem „gräflichen“ Vorwerk, dem Hammergut und einer Windmühle. Im Jahr 1806 war Paplitz nur noch 15 3⁄8 Hufen groß. Aus dem Jahr 1815 sind erstmals weitere Gewerke überliefert: So gab es drei Müller, einen Schneider, einen Schmied, einen Radmacher und einen Zimmermeister. Im Jahr 1824 standen in Paplitz zwei Hirtenhäuser, ein Schulhaus, ein „herrschaftliches“ Vorwerk, die Wassermühle sowie die Kirche und zwei weitere „geistliche“ Gebäude. Im Dorf lebten vier Bauern, neun Kossäten und 22 Häusler. Im Jahr 1837 war lediglich vom Dorf mit Vorwerk und 43 Wohnhäusern die Rede. Drei Jahre später waren die Angaben wieder konkreter. Erwähnt wurden zwei Wassermüller, ein Windmüller, ein Stellmacher, ein Schneider sowie ein Schmied. Im Jahr 1858 standen im Dorf vier öffentliche sowie 44 Wohn- und 84 Wirtschaftsgebäude, darunter zwei Getreidemühlen. Bis 1860 war in Paplitz der Abbau „im rothen Sande“ entstanden; dazu kamen die Bruckmühle (die spätere Christiansmühle) und das Vorwerk Paplitz. Im standardisierten damals zuerst erschienen Generaladressbuch der Ritterguts- und Gutsbesitzer wird (Vorwerk) Paplitz als Gut bezeichnet, noch nicht als, wenn auch kleines, Rittergut. Diesen Titel trug Gut Paplitz erst etwas später. Gut Paplitz war zu jener Zeit 947 ha groß. Die dauerhafte Zugehörigkeit zur Standesherrschaft Baruth der wiederum bald darauf gefürsteten (Primogenitur) Grafen zu Solms-Baruth war davon unbenommen. Die Gemarkung war insgesamt 7246 Morgen groß, darunter 3270 Morgen Wald, 2556 Morgen Acker, 710 Morgen Weide, 597 Morgen Wiese, 48 Morgen Gartenland und 65 Morgen für die Gehöfte. In den Jahren 1884 und 1886 vernichteten verheerende Großbrände einige der – wie damals üblich mit Stroh gedeckten – Bauernhäuser des Dorfes.

### 20. und 21. Jahrhundert
Im Jahr 1900 standen im 652,7 Hektar großen Dorf 58 und im 971,4 Hektar großen Vorwerk 12 Häuser. Im Dorf lebten ein Anbauer und Handelsmann auf 2,75 Hektar, ein Anbaurer und Maurer auf 3,34 Hektar, ein Auszügler sowie drei Bauern mit 54,50 Hektar sowie je 51,50 Hektar Land. Es gab einen Gastwirt, der nebengewerblich 16,53 Hektar bewirtschaftete, drei Großhäusler mit 16,75 Hektar, 13,25 Hektar und 12,42 Hektar sowie einen Handelsmann mit neun Hektar. Ein Holzhändler besaß 1,24 Hektar, zwei Kleinhäusler 7,46 Hektar und 6 Hektar sowie drei Kossäten, die 37,26 Hektar, 25,97 Hektar und 18,62 Hektar bewirtschafteten. Im Ort gab es einen Lehrer, zwei Mühlenmeister (14,18 Hektar), einen Pfarrer, einen Pfarrer emeritus, einen Rentner, einen Schmiedemeister mit 6,49 Hektar, zwei Stammgutsbesitzer mit 10,06 und 4 Hektar sowie einen Stammgutsbesitzer und Kaufmann mit 7,71 Hektar. Im Vorwerk lebte ein Anbauer sowie ein Anbauer mit Handelsmann, der 3,13 Hektar bewirtschaftete sowie ein Inspektor. Von dieser Fläche wurden 1929 insgesamt 113 Hektar mit der Gemeinde Paplitz vereinigt, der Rest dem Gutsbezirk Baruth Forst zugeschlagen. Daraus entstand die Landgemeinde Paplitz, in der 1931 der Wohnplatz Wassermühle zu Paplitz erschien. Die Gemarkung war zu dieser Zeit insgesamt 763,5 Hektar groß. Im Jahr 1937 standen in Paplitz 77 Wohnhäuser mit 110 Haushaltungen. Nördlich der Bebauung in Richtung Mückendorf entstand ein Kietz, der vorwiegend von Kleinbauern und Handwerkern bewohnt war. Aus dem Jahr 1939 ist bekannt, dass es einen land- und forstwirtschaftlichen Betrieb gab, der über 100 Hektar bewirtschaftete. Acht Betriebe hatten zwischen 20 und 100 Hektar, 17 zwischen 10 und 20 Hektar, 20 zwischen 5 und 10 Hektar sowie 24 Betriebe, die zwischen 0,5 und 5 Hektar bewirtschafteten. Das Gut Paplitz gehörte bis zur formellen Enteignung durch das NS-Regime 1944 dem mit Abstand größten Großgrundbesitzer der Provinz Brandenburg, Friedrich (III.) Fürst zu Solms.
Nach dem Zweiten Weltkrieg wurden 431,8 Hektar enteignet, darunter 174,5 Hektar Acker, 116,3 Hektar Gärten und Weide, 138,8 Hektar Wald, 1,9 Hektar Hofräume sowie 0,3 Hektar Gärten. Von diesen Flächen wurden 78,6 Hektar auf 34 landlose Bauern und Landarbeiter verteilt. Weitere 221,5 Hektar gingen an 41 landarme Bauern, 16,2 Hektar an drei Umsiedler. Weitere 3,9 Hektar wurden auf elf nichtlandwirtschaftliche Arbeiter und Angestellte verteilt; 13,2 Hektar kamen als Waldzulage an sechs Altbauern. Die Gemeinde erhielt 98,4 Hektar; weitere 0,3 Hektar gingen an den Bodenfonds. Im Jahr 1958 gründete sich eine LPG Typ I mit 13 Mitgliedern und 65 Hektar Fläche, die anschließend in eine LPG Typ III überging. Im Jahr 1960 hatte diese 108 Mitglieder und bewirtschaftete 513 Hektar Fläche. Sie schloss sich im Jahr 1975 mit der LPG Typ III Mückendorf und der LPG Typ III Schöbendorf zur LPG Schöbendorf-Paplitz mit Sitz in Schöbendorf zusammen. Eine weitere LPG Typ I mit 34 Mitgliedern und 165 Hektar Fläche wurde 1968 an die LPG Typ III angeschlossen. Diese bestand im Jahr 1983 als LPG Schöbendorf-Paplitz mit dem Betriebsteil Paplitz.
Am 31. Dezember 2001 wurde Paplitz zusammen mit Dornswalde, Klasdorf, Petkus und Schöbendorf in die Stadt Baruth eingemeindet.

### Bevölkerungsentwicklung
| Jahr      | 1817 | 1837 | 1858 | 1871 | 1885 | 1895 | 1905 | 1925 | 1939 | 1946 | 1964 | 1971 | 1981 |
| --------- | ---- | ---- | ---- | ---- | ---- | ---- | ---- | ---- | ---- | ---- | ---- | ---- | ---- |
| Einwohner | 280  | 372  | 368  | 353  | 391  | 385  | 336  | 465  | 427  | 549  | 426  | 380  | 376  |
| Vorwerk   |      |      | 97   | 136  | 142  | 114  | 118  |      |      |      |      |      |      |

## Politik
Ortsvorsteherin von Paplitz ist Marlies Patzer, die seit 1992 zunächst als Bürgermeisterin und Ortsbürgermeisterin amtierte.

## Sehenswürdigkeiten

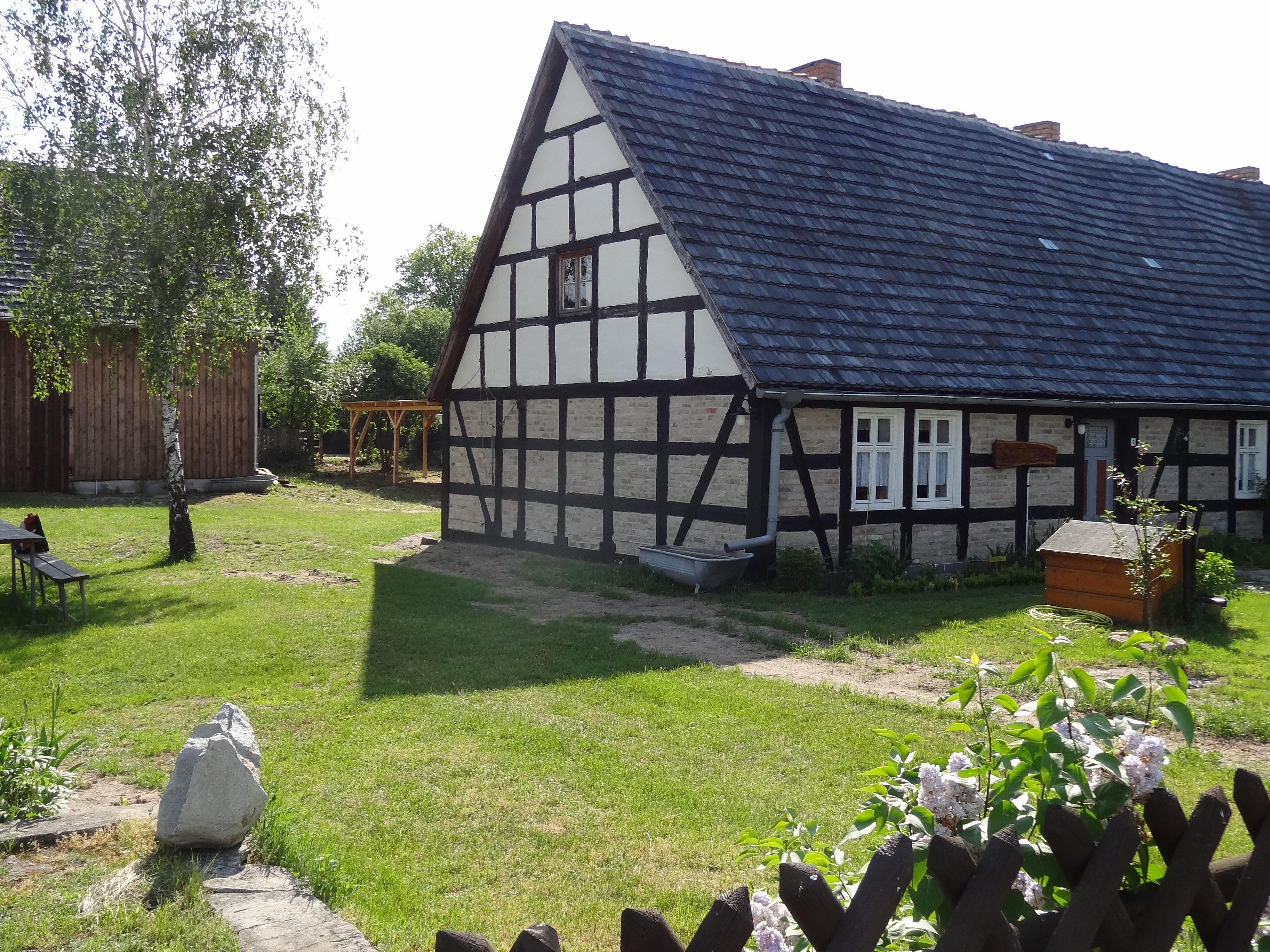
Gutsarbeiterhaus mit „96-Stunden-Scheune“ in Paplitz (Kulturdenkmal), 2012

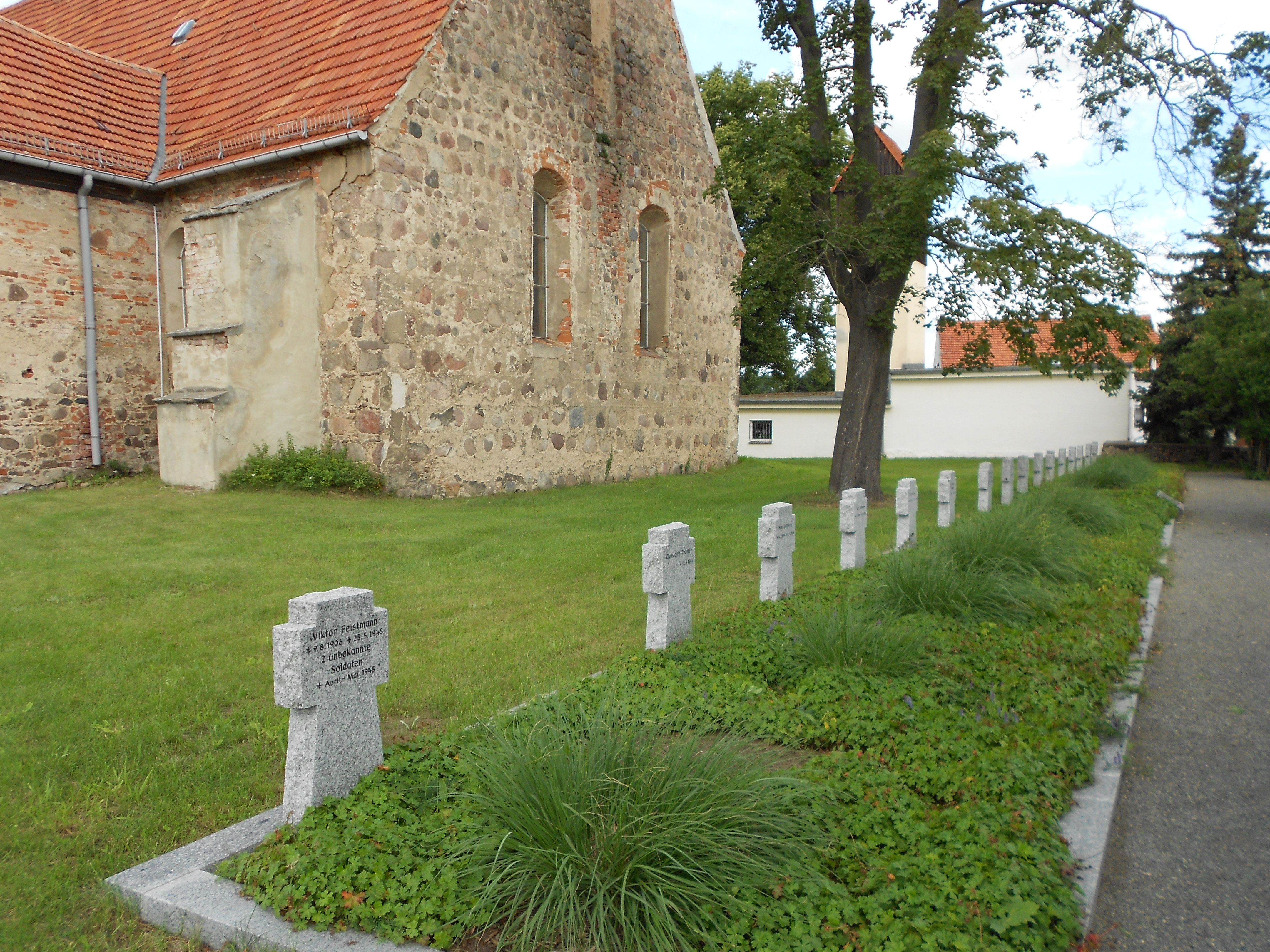
Feldsteinkirche mit Soldatenfriedhof in Paplitz (Kulturdenkmal), 2012

- Zentral im Dorf gelegen befindet sich die vermutlich im 13./14. Jahrhundert erbaute evangelische Dorfkirche Paplitz, eine spätmittelalterliche Feldsteinkirche mit barockem Vorbau, die im Dreißigjährigen Krieg zerstört und etwa 1660 bis 1670 wieder aufgebaut wurde.[14] Etwas abseits der Kirche steht der Glockenturm.
- Auf dem Kirchengelände steht ein Kriegerdenkmal für die Gefallenen des Ersten und Zweiten Weltkriegs.
- Ebenfalls auf dem Kirchengelände befindet sich ein Soldatenfriedhof, auf der über 75 am Ende des Zweiten Weltkrieges in Paplitz und in der näheren Umgebung des Dorfes gefallene deutsche Soldaten beigesetzt wurden.[15]
- Auf dem Gelände des Gutsarbeitermuseums befindet sich der historische Gutsarbeiterhof mit Gutsarbeiterhaus und der 2011 sanierten Scheune.[16]
- Südlich des Museums steht an der Straße nach Kemlitz die sogenannte Russen-Acht. Dabei handelt es sich um einen Turm, der den Panzerverbänden der Roten Armee als Orientierungspunkt diente: Die Panzerstraße Nr. 8 verband Wünsdorf mit Jüterbog und querte dabei die Gemarkung von Paplitz. Panzer, die auf dem Bahnhof in Baruth verladen wurden, durchquerten dabei das Dorf. Auf Druck der Paplitzer Bevölkerung wurde 1978 eine Umgehungsstraße erbaut. Bei einem Arbeitseinsatz der Gemeinde entrosteten Paplitzer Jugendliche im April 1999 den Turm, reparierten und strichen ihn. 2008 erfolgte eine Restauration.[17]
- Der Luisen-Stein am Eichengrund soll an den Aufenthalt der Königin Luise in Paplitz erinnern. Die auf der Durchreise befindliche Königin soll wegen eines gebrochenen Wagenrades in der heute nicht mehr existierenden Windmühle übernachtet haben.[18]

## Kultur

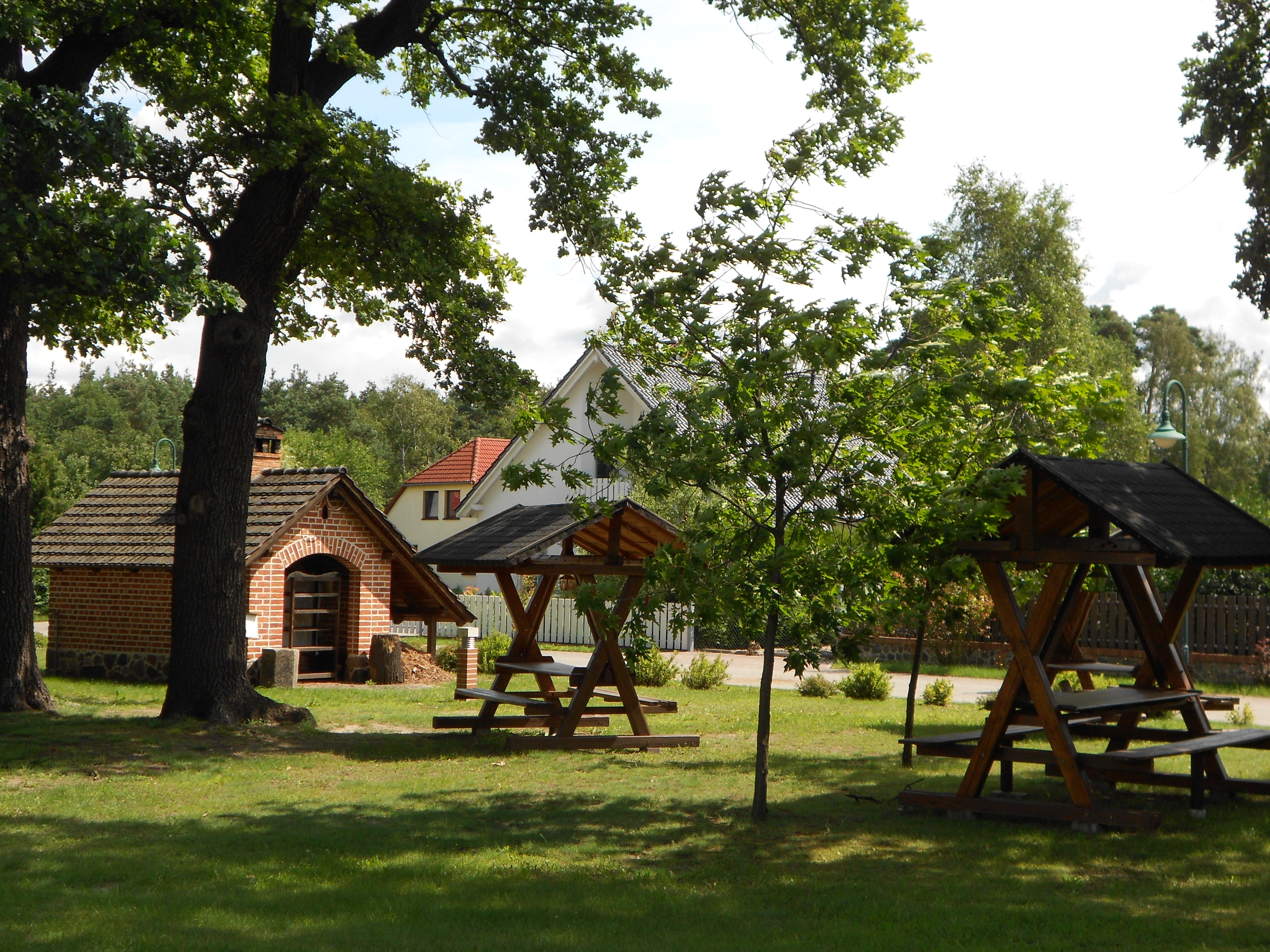
Dorfbackofen in Paplitz, 2012

Paplitz, dessen Einwohner teilweise Wert auf eine sehr aktive Dorfgemeinschaft legen, veranstaltet zahlreiche regelmäßige Veranstaltungen wie das traditionelle Dorffest, das Mühlenfest, das Backofenfest und das Scheunenfest auf dem Gutsarbeiterhof. Im Jahr 2012 wurde das hundertjährige Bestehen der Freiwilligen Feuerwehr Paplitz gefeiert. Im Jahr 2013 fanden die Festlichkeiten anlässlich des 650-jährigen Jubiläums Paplitz' statt.

## Persönlichkeiten
Geboren in Paplitz
- Carl Hesse (1808–1882), bedeutender Orgelbauer in Österreich-Ungarn
- Fritz Reinhard (1889–1974), Industriemanager

## Auszeichnungen
- Paplitz wurde im Jahr 2000 zu einem der Schönsten Dörfer im Landkreis Teltow-Fläming gewählt.[20]
- Im 7. Kreiswettbewerb Unser Dorf hat Zukunft im Jahr 2011 ging Paplitz als Sieger hervor.[21]